# Song Zhenzong
Zhenzong (23 décembre 968 – 23 mars 1022), né Zhao Heng, est le troisième empereur de la dynastie Song, et le troisième fils de Song Taizong. Son règne fut marqué par le renforcement de la puissance du pays.